# November 1997
Portal Geschichte | Portal Biografien | Aktuelle Ereignisse | Jahreskalender | Tagesartikel

◄ |
19. Jahrhundert |
20. Jahrhundert
| 21. Jahrhundert

◄ |
1960er |
1970er |
1980er |
1990er
| 2000er | 2010er | 2020er | ►

◄ |
1993 |
1994 |
1995 |
1996 |
1997
| 1998 | 1999 | 2000 | 2001 | ►

◄ |
August 1997 |
September 1997 |
Oktober 1997 |
November 1997 |
Dezember 1997 |
Januar 1998 |
Februar 1998 |
►
Dieser Artikel behandelt aktuelle Nachrichten und Ereignisse im November 1997.

## Tagesgeschehen

### Samstag, 1. November 1997
- Bonn/Deutschland: Der Ministerpräsident von Niedersachsen Gerhard Schröder (SPD) tritt sein Amt als Präsident des Bundesrates an.[1]
- Tokio/Japan: Der Film Titanic wird auf dem Tokyo International Film Festival weltweit erstmals vor Publikum aufgeführt. Die im Vergleich zu anderen Werken hohen Produktionskosten von circa 200 Millionen US-Dollar gehen v. a. darauf zurück, dass der kanadische Regisseur James Cameron mit Vorliebe Spezialeffekte und visuelle Effekte nutzte. Er setzte z. B. die computergestützte Erzeugung von Wasser durch.[2]

### Sonntag, 2. November 1997
- Krasnojarsk/Russland: Präsident Boris Jelzin teilt zum Abschluss eines zweitägigen Treffens mit dem japanischen Premierminister Ryūtarō Hashimoto mit, dass beide Länder vor Ablauf des Jahres 2000 einen Friedensvertrag unterzeichnen werden. Formal herrscht seit dem Zweiten Weltkrieg zwischen ihnen Krieg.[3]

### Mittwoch, 5. November 1997
- Bangkok/Thailand, Hanoi/Vietnam: Die thailändischen und vietnamesischen Behörden geben drei Tage nach dem Tropischen Wirbelsturm „Linda“ im Golf von Thailand die offizielle Zahl der Vermissten bekannt. In Thailand werden rund 100 Menschen und in Vietnam rund 2.600 Menschen vermisst. Gestern wurde die vorläufige Zahl der Todesopfer mit 89 Personen angegeben. Aus Kambodscha liegen keine Angaben vor. Der Sturm zieht gegenwärtig in abgeschwächter Form über Myanmar hinweg.[4]

### Samstag, 8. November 1997
- Blida/Algerien: In dem Dorf Lahmalit kommen bei einem Massaker 27 Menschen ums Leben. Lahmalit gehört zum Einflussgebiet der regierungstreuen Streitkräfte. Die algerischen Regierungen befinden sich seit 1992 im Krieg mit unterschiedlichen radikalen islamistischen Gruppen. Ausgangspunkt des Konflikts war die Annullierung der ersten Runde der Parlamentswahlen 1991, aus der die Bewegung Islamische Heilsfront als Sieger hervorgegangen wäre. Inzwischen starben in dem Konflikt mehr als 75.000 Menschen.[5]
- Sandouping/China: Das Flussbett des Jangtsekiangs wird unmittelbar vor dem Standort der geplanten Drei-Schluchten-Talsperre nach vierjähriger Vorbereitungszeit komplett gesperrt, so dass sämtliches Wasser ab sofort einen künstlich angelegten Nebenweg nimmt. Nur auf diese Weise lassen sich die Betonbauten, die das Kernstück der künftig weltweit größten Talsperre sein werden, errichten.[6]

### Dienstag, 11. November 1997
- Paris/Frankreich: Auf ihrer Generalkonferenz veröffentlicht die Organisation für Erziehung, Wissenschaft und Kultur der Vereinten Nationen eine Erklärung zum Klonen von Menschen und zu den Menschenrechten. Darin fordert sie das Verbot aller Praktiken, die die Würde des Menschen verletzen.[7]

### Mittwoch, 12. November 1997
- Hamburg/Deutschland: Die Hamburgische Bürgerschaft wählt Ortwin Runde (SPD) zum Ersten Bürgermeister.[8]

### Donnerstag, 13. November 1997
- London/Vereinigtes Königreich: Der Kater Humphrey wird aus dem Beamtendienst entlassen. Er war die erste Katze mit dem offiziellen Titel „Oberster Mäusejäger des Kabinetts“ des Vereinigten Königreichs. Wohlgesonnene Mitarbeiter im Gebäude 10 Downing Street überzeugten seine Dienstherren davon, dass er eine dem fortgeschrittenen Alter angemessene ruhigere Umgebung verdiene.[9]

### Sonntag, 16. November 1997

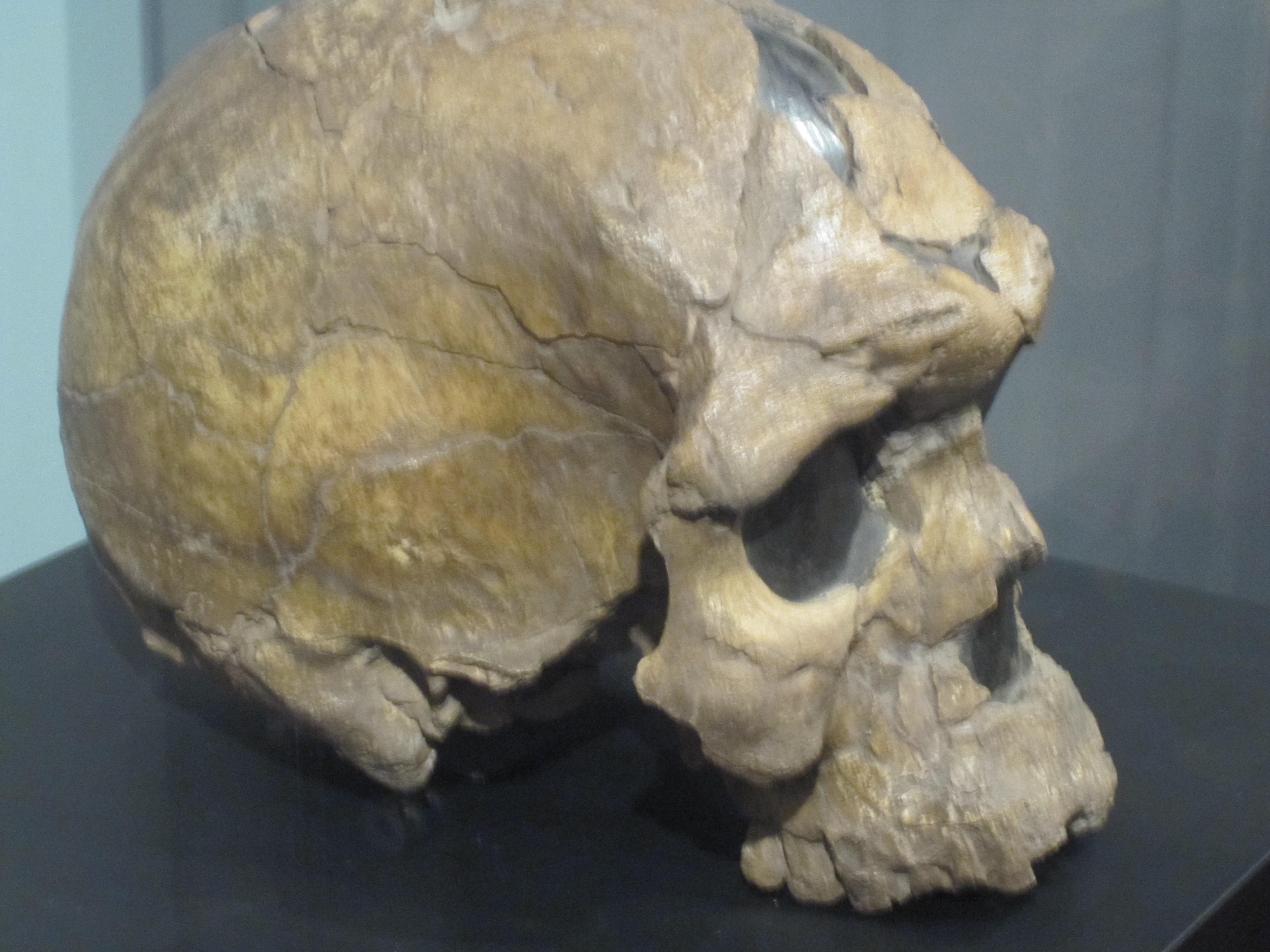
Nach Tim White bezeugen die Schädelfunde von Herto eine bislang unbekannte Homo-sapiens-Unterart

- Herto/Äthiopien: Das Team des amerikanischen Paläoanthropologen Tim White entdeckt drei Schädel einer mutmaßlich bisher unbekannten Unterart des Homo sapiens. Die Gesichtspartie und die Schädelhöhle lassen eine Ähnlichkeit zu den Formen des Homo sapiens sapiens erkennen, welche die Ähnlichkeit zu den Schädeln anderer Arten aus der Gattung Homo weit übertrifft.[10]

### Montag, 17. November 1997
- Qina/Ägypten: Sechs Attentäter überfallen Touristen, die den Totentempel der Hatschepsut bei Luxor besuchen. Die Angreifer betrachten ihre Opfer als Repräsentanten einer westlichen Aggression gegen den islamischen Glauben. Insgesamt sterben 68 Menschen, darunter 36 aus der Schweiz, vier aus Deutschland sowie die Angreifer.[11]

### Mittwoch, 19. November 1997
- Cape Canaveral/Vereinigte Staaten: Die Mission STS-87 bringt mit Leonid Kadenjuk den ersten Raumfahrer mit ukrainischer Staatsbürgerschaft ins Weltall.[12]

### Donnerstag, 20. November 1997
- Bagdad/Irak: Die irakische Regierung unter Saddam Hussein zeigt sich einverstanden damit, Waffeninspektoren der Kommission UNSCOM der Vereinten Nationen ohne Bedingungen im Irak arbeiten zu lassen. Im Gegenzug soll sich die erlaubte Erdöl-Exportmenge des Irak erhöhen. Drei Wochen zuvor forderte die Regierung noch, dass sich unter den Kommissionsmitgliedern keine Staatsbürger der Vereinigten Staaten befinden sollen.[13][14]

## Weblinks

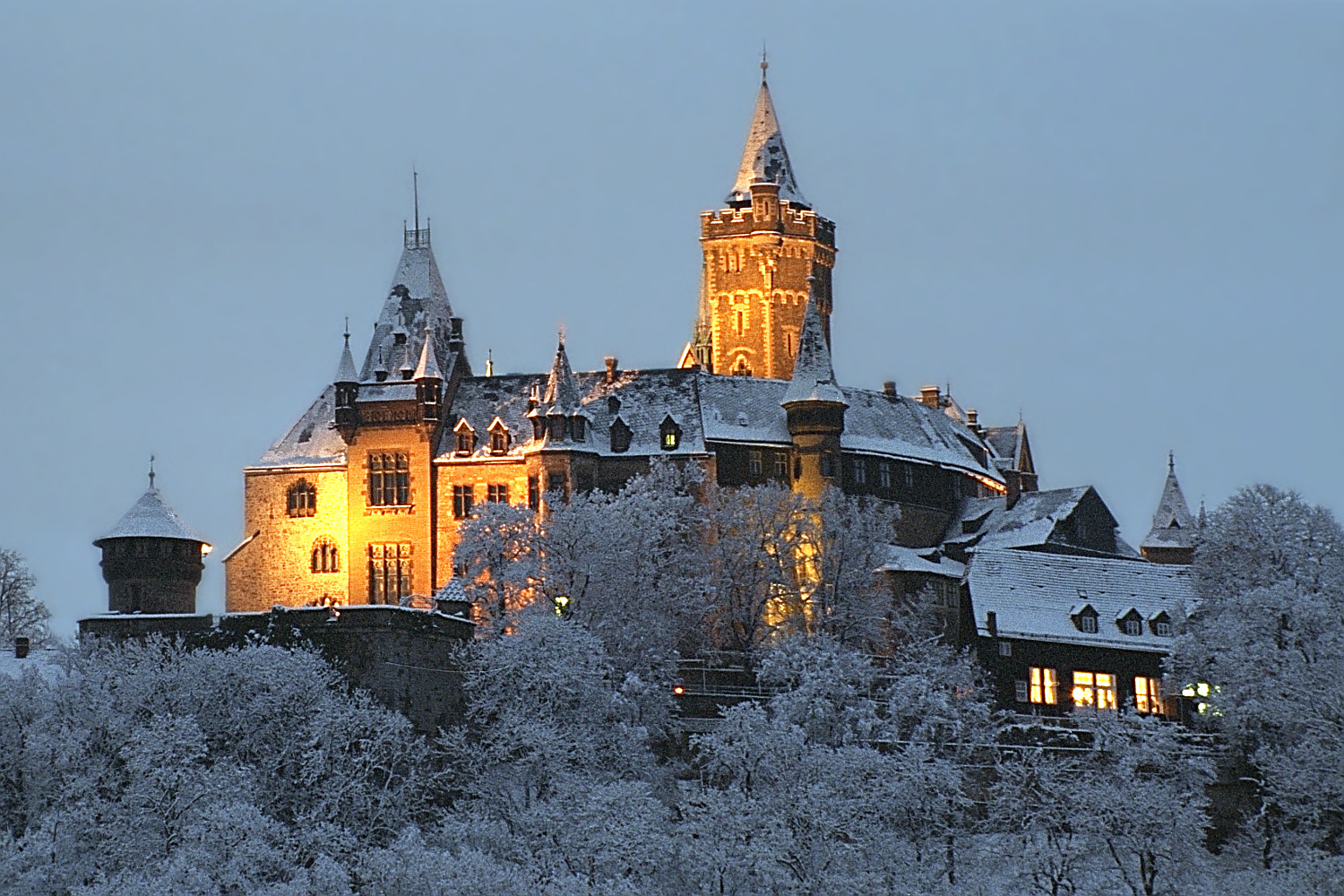
Sachsen-Anhalt im November 1997

### Montag, 24. November 1997

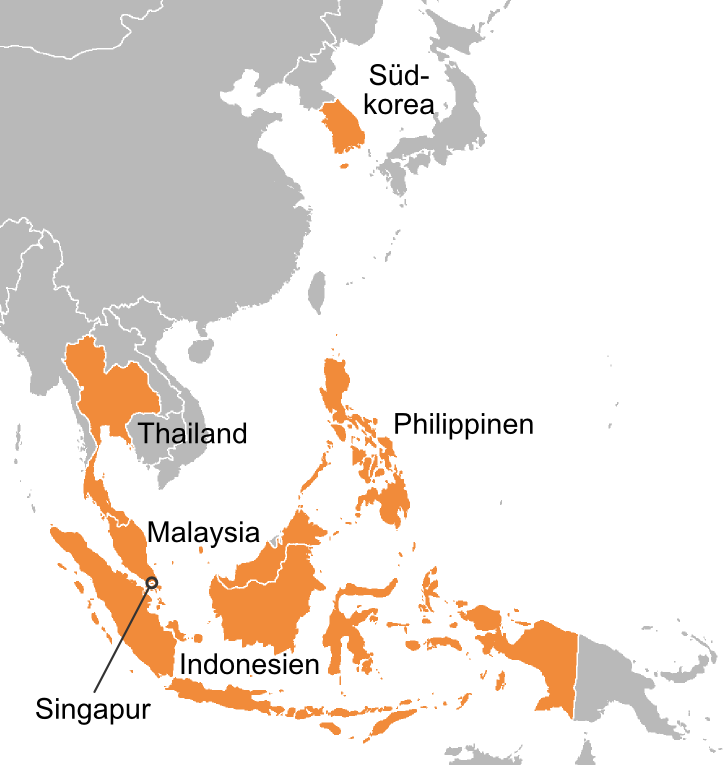
Von der Wirtschaftskrise in Asien intensiv betroffene Staaten

- München/Deutschland: Der Landesverband Bayern e. V. im Börsenverein des Deutschen Buchhandels und die Stadt München verleihen den Literaturpreis Geschwister-Scholl-Preis an das Buch Auschwitz, die NS-Medizin und ihre Opfer des deutschen Journalisten Ernst Klee.[15]
- Vancouver/Kanada: Der neunte Gipfel der Asiatisch-Pazifischen Wirtschaftsgemeinschaft APEC beginnt. Das Fernziel der Mitglieder ist eine Freihandelszone. Diesmal sollen sich die Verhandlungen jedoch auf die Lösung der Wirtschaftskrise in Asien konzentrieren und darauf, welche Rolle dabei weiteren Krediten des Internationalen Währungsfonds zukommen kann.[16]